# يمانيبرهان كريبا
يمانيبرهان "يمان" كريبا (من مواليد 15 أكتوبر 1996) هو عداء مسافات طويلة إيطالي من أصل إثيوبي. فاز بالميدالية الذهبية في سباق 10000 متر والبرونزية في سباق 5000 متر في بطولة أوروبا لألعاب القوى في عام 2022، والبرونزية في سباق 10000 متر في عام 2018. حصل كريبا على خمس ميداليات في سباقات الفئات العمرية في بطولة أوروبا للعدو الريفي وميدالية برونزية فردية في سباق الكبار في عام 2019 وتبع ذلك أداء فردي بالميدالية الفضية في بطولة أوروبا للعدو الريفي عام 2024.
حصل على الميدالية البرونزية في سباق 5000 متر في بطولة أوروبا للناشئين عام 2015 والذهبية في بطولة أوروبا تحت 23 عامًا عام 2017. يحمل كريبا سبعة أرقام قياسية إيطالية (3000 متر، 5000 متر في الأماكن المغلقة والمفتوحة، 10000 متر، 5 كم سباق طريق، نصف ماراثون وماراثون) وفاز بخمسة ألقاب وطنية.

## روابط خارجية
- يمانيبرهان كريبا في اللجنة الأولمبية الدولية